# Hermathena candidata
Pour les articles homonymes, voir Hermathena et Candidata.
Espèce
Hermathena candidata est une espèce de papillons, de la famille  des Riodinidae.

## Dénomination
Euselasia zena a été décrit par William Chapman Hewitson en 1874

### Sous-espèces
- Hermathena candidata candidata
- Hermathena candidata columba Stichel, 1910; présent en Colombie[1].

## Description
Hermathena candidata est un papillon de couleur blanche, d'une envergure d'environ 35 mm et orné sur le revers de taches marron foncé marginales, aux antérieures une à l'apex, une au milieu du bord costal et deux sur le bord externe, aux ailes postérieures une à l'apex et une série de points marron marginaux. Sur le dessus ces taches sont visibles en transparence.

## Biologie

### Plantes hôtes
les plantes hôtes de sa chenille sont des Vriesia.

## Écologie et distribution
Hermathena candidata est présent, sous forme de plusieurs isolats proches des cotes, au Costa Rica, en Colombie, en Équateur, en Bolivie,  en Guyana et en Guyane,.